# 용인경량전철
용인경량전철주식회사(Yongin Everline  Co,. Ltd.)는 NH농협금융지주 자회사로 용인 경전철 민간투자사업을 목적으로 2013년 3월 8일 설립되었다. 2013년 7월 25일자로 기존 사업 시행자인 용인경전철주식회사(영국 봄바디어 투자 계열사)와 관리운영권양수도계약을 체결하여 사업시행자의 지위 및 영업 일체를 인수하였으며, 같은 날 용인시와 변경실시협약을 체결하였다.
용인 경전철은 BTO(Build Transfer Operate) 방식으로 완공 후 소유권은 용인시에 귀속되고, 용인경전철주식회사는 운영개시 후 30년간 관리운영권을 갖게 된다.

## 주요 연혁
- 2013년 7월 25일 용인경전철주식회사(YONGIN RAPID TRANSIT Corporation[3], 봄바디어 투자 계열사)의 모든 지위를 인수.
- 2013년 4월 26일 개통
- 2013년 3월 8일 용인경량전철주식회사 설립
- 2009년 7월 실시 계획 변경
- 2005년 12월 공사 착공
- 2005년 11월 실시 계획 승인 및 기공식
- 2005년 10월 도시철도 사업계획 승인 (건설교통부)
- 2005년 10월 도시관리계획 심의 완료 (경기도 도시계획위원회)
- 2005년 5월 실시계획 승인 신청
- 2004년 7월 사업시행자 지정 및 계약 체결 (실시 계약, 금융약정, 공사도급, 운영 관리)
- 2004년 3월 민간 투자 사업 심의위원회 심의 통과 (기획예산처)
- 2003년 12월 민간투자사업 심의위원회 심의 통과 (용인시)
- 2002년 9월 우선 협상 대상자 지정
- 2002년 7월 민간투자 사업계획서 제출
- 2001년 12월 용인경량전철 도시철도 기본 계획 고시(고시 제2001-295호)
- 1999년 12월 민간투자대상사업 재지정
- 1997년 4월 민간투자대상사업 선정[4]

## 노선
- ● 용인 경전철: 기흥역 ↔ 전대·에버랜드역
  - 영업연장 :
  - 역수: 15개
  - 전동차
    - 편성수:
    - 차량수:

  - 차량기지: 삼가차량사업소
  - 운행차량: 용인경량전철 Y100호대 전동차 (무인자동운전. 수동운전)운행
  - 운행시격:
  - 소요시분:
  - 연수송인원:
  - 연수송수입:
  - 기타: 2016년 7월부터 네오트랜스가 위탁운영한다.

## 차량 안내방송
- 출발역, 환승역, 종착역 시그널 음악
  - 출발역: 미등록
  - 환승역: 미등록
  - 종착역: 미등록
- 한국어: 박형욱 → TTS 음성
- 영어: 제니퍼 클라이드

## 차량 접근음
- 상행선: 연결음
- 하행선: 일부 연결음

## 같이 보기
- 에버라인
- NH농협금융지주
- 서울시메트로9호선
- 수도권서부고속도로
- 이레일
- 네오트랜스
- 남서울경전철
- 우이신설경전철 (기업)
- 의정부경전철 (기업)
- 부산-김해경전철 (기업)